# Rosalind Fuller
Rosalind Fuller,  eigentlich Ivy Rosalinde Fuller, MBE, (* 16. Februar 1892 in Portsmouth, England, nach eigenen Angaben auch 16. Februar 1901; † 15. September 1982 in London) war eine britische Theater- und Filmschauspielerin. Im Film war sie vor allem vom Ende der 1920er bis Ende der 1930er Jahre tätig.

## Leben und Wirken
Rosalind Fuller machte sich – wie so manche Schauspielerin – jünger, als sie war. Geboren 1892 in Portsmouth gab sie sich häufig um rund neun Jahre jünger aus. 1919 kam sie mit ihren beiden jüngeren Schwestern in die USA, wo sie eine Theatertournee begann, die sie sogar ins Weiße Haus führte, wo sie vor Präsident Woodrow Wilson auftrat.
Danach folgte eine Karriere am Broadway, die sie in Stücken in der Produktion von David Belasco und unter anderem an der Seite von Walter Huston zeigte. Zu den bekannten Autoren, die sie am Broadway spielte, zählten Arthur Schnitzler, Eugene O’Neill. Sie spielte auch in vielen Revuen.
Wie viele gewachsene Theaterschauspieler stand sie dem Medium Film skeptisch gegenüber und drehte daher nur rund acht Filme, in denen sie an der Seite so bedeutender Stars wie Gloria Swanson, Elisabeth Bergner, Laurence Olivier oder C. Aubrey Smith zu sehen war.
Eine Affäre hatte sie mit dem berühmten Schriftsteller des Great Gatsby, F. Scott Fitzgerald, davon zeugten Briefe, die man ihrem Nachlass fand. Sie inspirierte ihn zu einer Figur in seinem Roman „Head and Shoulders“. Auch war sie die Muse und Freundin des bekannten amerikanischen Starphotographen Francis Bruguière, der sie oftmals porträtierte. So entstand 1926 der unvollendet gebliebene Experimentalfilm „The Way“ unter der Regie von Bruguiere, mit Fuller und dem Deutschen Tänzer Sebastian Droste in den Hauptrollen.
Bis ins hohe Alter war sie als Schauspielerin tätig und spielte später in Stücken von Nadine Gordimer, Charles Dickens, Guy de Maupassant und Anton Tschechow.
1966 wurde sie für ihre Theaterarbeit zum Member of the Order of the British Empire (MBE) ernannt. Sie starb am 15. September 1982 im  Alter von 90 Jahren in London. Beigesetzt ist sie auf dem Middleton Cheney Cemetery, in Northampton, Großbritannien.

## Filmografie
- The Way (1926), Regie Francis Bruguiere, (mit Sebastian Droste), unvollendet.
- The unwritten Law, 1929.
- The message, 1930.
- Contraband love, 1931.
- Song of the plough, 1933.
- Perfect understanding, 1933.
- Immortal Gentleman, 1935.
- Escape me never, 1935.
- Rehearsal for a Drama, 1939.